# Eduardo Espinoza Gaete
Eduardo René Espinoza Gaete (Santiago, 8 de octubre de 1970) es un exfutbolista, trabajador social y político chileno que ejerce como alcalde de Macul desde 2024.

## Biografía
Nació y creció en la Villa Jaime Eyzaguirre, en donde tuvo una infancia ligada a la iglesia evangélica y al deporte. Es hijo de Eduardo René Espinoza Hernández y Felisa Esmeralda Gaete Jorquera. Espinoza es evangélico. Está casado, tiene tres hijos y un nieto.

## Carrera deportiva
Comenzó su trayectoria en Cobreloa, luego jugó en Magallanes y Deportes Melipilla, tras su retiro trabajó para Colo-Colo.
Fue funcionario de Colo-Colo a través de su escuela de fútbol, donde ayudaba a preparar a las jóvenes deportistas.

## Trayectoria política
Antes de ser alcalde, ejerció por 30 años como funcionario público en la municipalidad de Macul. En las elecciones de 2021 se postuló como independiente a la comuna de Macul, quedando en segundo lugar tras el alcalde en ejercicio Gonzalo Montoya.
En 2024 postuló nuevamente; esta vez como parte del Partido Republicano, siendo elegido alcalde, venciendo a Montoya, quien iba por el tercer periodo.

## Historial electoral
| Año  | Tipo                  | Territorio | Pacto | Partido             | Votos  | %     | Resultado |
| ---- | --------------------- | ---------- | ----- | ------------------- | ------ | ----- | --------- |
| 2021 | Municipales a alcalde | Macul      |       | Independiente       | 9377   | 19,61 |           |
| 2024 | Municipales a alcalde | Macul      |       | Partido Republicano | 28 748 | 37.67 | Alcalde   |